# Battaglia di Seminara (1495)
La battaglia di Seminara fu combattuta nei pressi di Seminara, poco a nord di Reggio Calabria, durante la Prima guerra italiana il 28 giugno 1495 tra la guarnigione francese nell'Italia meridionale appena conquistata e le forze alleate spagnole e napoletane che volevano riconquistare questi territori.
Contro la formidabile combinazione dei gendarmi più i mercenari svizzeri delle forze francesi, gli alleati avevano a disposizione le truppe napoletane, di qualità non uniforme, e una piccola armata di soldati spagnoli con armamento leggero, abituati per lo più a combattere i mori di Spagna. Il risultato della battaglia fu una sconfitta per gli alleati spagnolo-napoletani, infatti gran parte del combattimento si concentrò attorno alle azioni per impegnare i francesi in modo da permettere la fuga alle forze alleate. Tuttavia anche se la battaglia fu una decisiva vittoria francese da un punto di vista tattico, la cosa non impedì agli alleati di contrastare il dominio dei francesi nel Sud Italia.
L'importanza della battaglia inoltre sta anche nel fatto che spesso è citata come principale ragione che portò alla riorganizzazione dell'armata spagnola, cosa che avvenne con l'adozione delle armi da fuoco nella formazione di "picca e moschetto", una delle pietre miliari della "Rivoluzione militare".

## Fatti storici antecedenti
Il re di Francia Carlo VIII aveva invaso l'Italia nel 1494, dopo la morte di Ferdinando I di Napoli, in un tentativo di far valere le sue pretese al regno di Napoli che risalivano agli Angiò. Il successore di Ferdinando fu suo figlio Alfonso II di Napoli, che ben presto abdicò – a causa di una serie di cattivi presagi – a favore del figlio, Ferdinando II di Napoli.
I francesi attraversarono velocemente la disunita penisola italiana ed arrivarono nel regno di Napoli il 21 febbraio 1495, mentre Ferdinando II era fuggito in Sicilia all'approssimarsi dell'armata francese. Qui, in esilio temporaneo, Ferdinando si unì a suo cugino, Ferdinando II d'Aragona, re di Sicilia e Spagna, che gli offrì assistenza nella riconquista del regno.
In risposta all'invasione di Carlo VIII fu formata, da molti stati italiani che si opponevano alla presenza dei francesi in Italia, la Lega di Venezia. La Lega creò quindi una potente forza militare nel nord Italia che si occupò di tagliare le linee di comunicazione tra esercito francese presente nel profondo sud e le sue basi in Francia. Il 30 maggio 1495 Carlo VIII divise il suo esercito, tenendo con sé circa la metà delle truppe (approssimativamente 9 000 uomini, cavalleria e fanteria) che portò verso nord combattendo per tornare in Francia e lasciando il resto al sud per presidiare le recenti conquiste nei territori napoletani. Dopo un duro combattimento l'esercito francese riuscì ad avere la meglio sulle forze della Lega nella battaglia di Fornovo (luglio 1495) ed a ritornare in Francia.

## La campagna militare

Il teatro delle operazioni mostra i movimenti di truppe che portarono alla Battaglia di Seminara.

Nel frattempo Ferdinando II di Napoli decise di liberare il regno di Napoli dalle truppe di guarnigione lasciate dal re di Francia. Anche se disperso su tutta l'area di occupazione l'esercito francese era composto principalmente di tre elementi:
1. La maggior parte, guidata dal coraggioso ma indolente ed inesperto aristocratico Gilbert de Montpensier[5];
2. Una forza al sud della Calabria sotto il comando dell'abile capitano degli arcieri reali scozzesi, Bernard Stuart d'Aubigny, che Carlo VIII nominò “Gran conestabile di Napoli”;
3. I mercenari svizzeri (insieme ad altre forze) dislocati in Basilicata sotto il comando del nobile Précy.[6]

Da schierare contro queste forze Ferdinando aveva il suo esercito e gli aiuti del cugino, re di Spagna. Il generale spagnolo Gonzalo Fernández de Córdoba giunse dalla Spagna con un piccolo esercito, grande come un'avanguardia (altre truppe venivano nel frattempo reclutate in Spagna e sarebbero giunte in seguito) principalmente per dimostrare il supporto spagnolo al tentativo di riconquista di Ferdinando II di Napoli. De Córdoba era stato scelto dalla regina Isabella per condurre il contingente spagnolo sia perché favorito di corte ed anche in quanto soldato di fama considerevole nonostante la, relativamente, giovane età. De Córdoba giunse al porto di Messina il 24 maggio 1495, solo per scoprire che Ferdinando II di Napoli era passato in Calabria con l'esercito, portando con sé la flotta dell'ammiraglio Requesens, ed aveva rioccupato Reggio.
Anche de Córdoba passo in Calabria due giorni dopo. Aveva sotto il proprio commando 600 lancieri della cavalleria spagnola, molti dei quali con armamento leggero jinetes e 1 500 fanti, molti di questi spadaccini Rodeleros, a cui si erano aggiunti 3 500 soldati della flotta spagnola. La dimensione dell'esercito napoletano non è acclarata ma fu rinforzata da 6 000 volontari calabresi che si unirono ai ranghi napoletani quando Ferdinando II approdò. Il contingente spagnolo fu ulteriormente indebolito dalla necessità di insediare delle guarnigioni in molte luoghi fortificati che Ferdinando II diede alla Spagna come parziale compensazione della aiuto militare prestato.
Gli esercito alleati marciarono da Reggio a Sant'Agata del Bianco e quindi su Seminara, un luogo fortificato a circa 28 miglia (40 chilometri) da Reggio. Entrambe le città aprirono le loro porte a Ferdinando II. Nel tragitto ci fu uno scontro con un distaccamento di truppe francesi che fu distrutto dalle forze alleate. La Lega di Venezia diede assistenza agli alleati con l'invio di una flotta veneziana sotto il comando dell'ammiraglio Antonio Grimani che attaccò la costa adriatica occupata dai francesi. In uno di questi attacchi, presso Monopoli, Grimani distrusse la guarnigione francese qui stanziata.
Anche se seriamente ammalato, aveva da poco contratto la malaria, il comandante francese in Calabria, lo scozzese d'Aubigny non perse tempo nel rispondere alla sfida degli alleati, consolidando velocemente le sue forze nei confronti dell'invasione napoletano-spagnola, richiamando le guarnigioni isolate e chiedendo a Précy come rinforzo i mercenari svizzeri. D'Aubigny riuscì velocemente a concentrare le sue forze e marciò quindi su Seminara.

## La battaglia

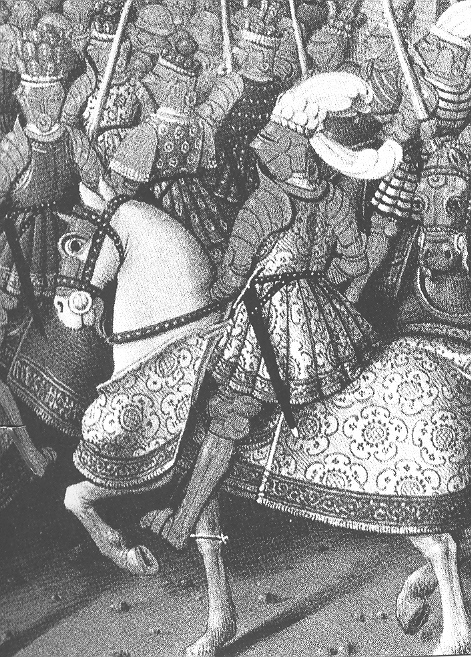
gendarme francese. La cavalleria corazzata francese trionfò a Seminara perché i napoletani e gli spagnoli si prestarono al suo gioco – combattimento chiuso all'aperto.

Dopo essere venuto a conoscenza che d'Aubigny si andava avvicinando ma senza sapere che Précy e i mercenari svizzeri si erano uniti a lui, Ferdinando II decise di dare battaglia immediatamente, decisione condivisa dalla nobiltà napoletana e spagnola. Fernández de Córdoba chiese prudenza, o perlomeno di avere piena contezza dell'entità delle forze francesi prima di rischiare battaglia ma fu ignorato.
Ferdinando condusse l'esercito alleato fuori di Seminara il 28 giugno ed attraversò una linea di colline ad approssimativamente 3 miglia ad est della città. Qui, nella pianura sottostante, al di là di un corso d'acqua che si trovava proprio ai piedi di queste colline era l'esercito francese che marciava direttamente contro i napoletani. Ferdinando II prese posizione proprio dietro il torrente, dispiegando la fanteria alla propria sinistra e la cavalleria a destra. D'Aubigny, che anche se malato era montato a cavallo, posizionò la sua cavalleria – 400 gendarmi pesantemente corazzati e 800 soldati di cavalleria leggera – di fronte alla cavalleria spagnolo-napoletana alla sinistra francese, il giovane nobile Précy aveva preso il comando dei mercenari svizzeri per supportare il sofferente d'Aubigny al comando della cavalleria. Alla loro destra c'erano 800 picchieri svizzeri, e dietro di loro le ultime forze francesi. A differenza di molte battaglie in cui gli svizzeri erano dispiegati molto in profondità a Seminara si disposero su tre sole file con le picche lunghe 18 piedi che sporgevano dal fronte della loro formazione. Quando finirono il dispiegamento dell'ordine di battaglia le forze francesi attaccarono senza esitazione attraversando il corso d'acqua.
Inizialmente il combattimento volse a favore degli alleati con i jinetes che impedivano il guado ai gendarmi scagliando i loro giavellotti e ritirandosi, lo stesso metodo usato in Spagna contro i mori. Però a questo punto della battaglia la milizia calabrese fu presa dal panico – forse scambiando il ritirarsi dei jinetes come una rotta, forse per scappare dalle picche svizzere – e tornò indietro esponendo così il fianco sinistro dell'esercito napoletano spagnolo. Anche se Ferdinando II tentò di bloccare la loro fuga, i calabresi in ritirata furono attaccati dai gendarmi che erano riusciti ad attraversare il corso d'acqua trionfando.
La situazione divenne presto disperata per le forze alleate con gli svizzeri che mettevano fuori gioco i rimanenti Rodeleros spagnoli e i gendarmi francesi che avevano la meglio sulla cavalleria alleata. Il re, facilmente riconosciuto dal lussuoso abbigliamento, fu duramente attaccato, disarcionato e minacciato dalle forze nemiche e sfuggì solo grazie al cavallo di un nobile, il cui nome dalle fonti è riportato alternativamente sia come Giovanni di Capua che come Juan de Altavista e che diede la propria vita per ritardare i nemici in modo che Ferdinando potesse scappare. De Córdoba lascio alla cavalleria spagnola e a quello che rimaneva della fanteria il disperato compito di impegnare i francesi, il che, insieme alla malattia del comandante francese, permise la fuga dei napoletani. Gli spagnoli riuscirono comunque a raggiungere la salvezza di Seminara e le truppe francesi apparentemente si accontentarono di rimanere ad occupare il campo di battaglia, metodo tradizionale per dichiararsi vittoriosi.

## Le conseguenze
Nonostante la grande vittoria che le forze francesi e svizzere raccolsero sul campo di battaglia, la situazione generale delle isolate guarnigioni francesi nel sud Italia sostanzialmente non cambiò. Usando una piccola forza anfibia e grazie alla lealtà del popolino, Ferdinando II di Napoli fu presto in grado di riprendere Napoli grazie ad uno stratagemma. De Córdoba, usando delle tattiche di guerriglia ed evitando accuratamente qualsiasi scontro con i temibili battaglioni svizzeri lentamente riconquistò il resto della Calabria. In ogni caso molti dei mercenari al servizio dei francesi si ammutinò a causa del mancato pagamento del soldo e ritornò in patria, le rimanenti forze francesi furono intrappolate ad Atella dalle forze riunite di Ferdinando e di Cordova, e costrette ad arrendersi.
Il disastroso, per De Córdoba, scontro di Seminara con le forze franco svizzere, più efficienti nel combattimento, portò alla sua invenzione dell'esercito misto pike and shot, che in seguito si sviluppò nel Tercio spagnolo. Dopo l'umiliante sconfitta, De Córdoba stesso vinse ogni altra battaglia da lui combattuta, guadagnadosi il titolo di El Gran Capitán ("Il Grande Comandante") ed il riconoscimento, da parte di molti storici moderni, come del miglior generale delle guerre italiane.